# Port St. John
Port St. John ist ein census-designated place (CDP)  im Brevard County im US-Bundesstaat Florida. Das U.S. Census Bureau hat bei der Volkszählung 2020 eine Einwohnerzahl von 23.474 ermittelt.

## Geographie
Port St. John liegt am Indian River nahe der Ostküste Floridas, rund fünf Kilometer südlich von Titusville sowie etwa 60 Kilometer östlich von Orlando. Der CDP wird vom U.S. Highway 1 (SR 5) durchquert.

## Demographische Daten
Laut der Volkszählung 2010 verteilten sich die damaligen 12.267 Einwohner auf 5183 Haushalte. Die Bevölkerungsdichte lag bei 1239,1 Einw./km². 89,5 % der Bevölkerung bezeichneten sich als Weiße, 5,5 % als Afroamerikaner, 0,5 % als Indianer und 1,0 % als Asian Americans. 1,2 % gaben die Angehörigkeit zu einer anderen Ethnie und 2,3 % zu mehreren Ethnien an. 6,0 % der Bevölkerung bestand aus Hispanics oder Latinos.
Im Jahr 2010 lebten in 34,2 % aller Haushalte Kinder unter 18 Jahren sowie 23,5 % aller Haushalte Personen mit mindestens 65 Jahren. 73,1 % der Haushalte waren Familienhaushalte (bestehend aus verheirateten Paaren mit oder ohne Nachkommen bzw. einem Elternteil mit Nachkomme). Die durchschnittliche Größe eines Haushalts lag bei 2,61 Personen und die durchschnittliche Familiengröße bei 2,97 Personen.
25,5 % der Bevölkerung waren jünger als 20 Jahre, 22,7 % waren 20 bis 39 Jahre alt, 33,8 % waren 40 bis 59 Jahre alt und 18,0 % waren mindestens 60 Jahre alt. Das mittlere Alter betrug 41 Jahre. 49,8 % der Bevölkerung waren männlich und 50,2 % weiblich.
Das durchschnittliche Jahreseinkommen lag bei 56.188 $, dabei lebten 13,0 % der Bevölkerung unter der Armutsgrenze.
Im Jahr 2000 war Englisch die Muttersprache von 96,99 % der Bevölkerung, spanisch sprachen 2,09 % und 0,92 % hatten eine andere Muttersprache.